# Brennan Othmann
Brennan Othmann (né le 14 novembre 2002 à Scarborough, en Ontario au Canada) est un joueur canado-suisse de hockey sur glace. Il évolue à la position d'ailier gauche.

## Biographie

### Jeunesse
Othmann commence sa carrière avec le système de formation des Flyers de Don Mills jouant dans la Greater Toronto Hockey League. Il est sacré champion en catégorie moins de 15 ans lors de la saison 2017-2018 et champion en catégorie moins de 16 ans l’année suivante.
Lors de la saison 2019-2020, il évolue pour les Firebirds de Flint dans la Ligue de hockey de l'Ontario (LHO). Au terme de la saison, il est sélectionné dans l’équipe recrues des étoiles de la ligue.
En prévision du repêchage de 2021, la centrale de recrutement de la LNH le classe au huitième rang des espoirs nord-américains chez les patineurs. Il est finalement sélectionné au 16e rang par les Rangers de New York.

### En club
La saison 2020-2021 de la LHO étant annulée à cause de la pandémie de COVID-19, il choisit d’aller jouer en Suisse, là où son père Gery Othmann et son oncle Robert Othmann ont tous les deux connus une carrière de hockeyeur professionnels. Il évolue pour le HC Olten en Swiss League.

### En équipe nationale
Othmann représente le Canada au niveau international. Lors du Défi mondial des moins de 17 ans en 2019, il finit à la 8e place avec l’équipe noire du Canada. Il remporte le championnat du monde des moins de 18 ans en 2021.

## Statistiques

### En club
| Saison    | Équipe                  | Ligue          |    | Saison régulière | Saison régulière | Saison régulière | Saison régulière | Saison régulière |   | Séries éliminatoires | Séries éliminatoires | Séries éliminatoires | Séries éliminatoires | Séries éliminatoires |
| Saison    | Équipe                  | Ligue          | PJ | B                | A                | Pts              | Pun              | PJ               | B | A                    | Pts                  | Pun                  |                      |                      |
| 2017-2018 | Flyers de Don Mills U15 | GTHL U15       | -  | -                | -                | -                | -                |                  |   |                      |                      |                      |                      |                      |
| 2017-2018 | Flyers de Don Mills U15 | OHF Bantam     | 7  | 2                | 6                | 8                | 22               |                  |   |                      |                      |                      |                      |                      |
| 2018-2019 | Flyers de Don Mills U16 | U16 AAA        | 72 | 66               | 80               | 146              | 48               |                  |   |                      |                      |                      |                      |                      |
| 2018-2019 | Flyers de Don Mills U16 | GTHL U16       | 33 | 33               | 31               | 64               | 30               |                  |   |                      |                      |                      |                      |                      |
| 2018-2019 | Flyers de Don Mills U16 | OHL Cup        | 7  | 8                | 6                | 14               | 2                |                  |   |                      |                      |                      |                      |                      |
| 2018-2019 | Team Ontario            | Jeux du Canada | 6  | 10               | 6                | 16               | 6                |                  |   |                      |                      |                      |                      |                      |
| 2018-2019 | Team GTHL Blue          | OGC-16         | 4  | 3                | 5                | 8                | 4                |                  |   |                      |                      |                      |                      |                      |
| 2019-2020 | Firebirds de Flint      | LHO            | 55 | 17               | 16               | 33               | 36               |                  |   |                      |                      |                      |                      |                      |
| 2020-2021 | Hockey Club Olten       | Swiss League   | 34 | 7                | 9                | 16               | 64               | 4                | 1 | 1                    | 2                    | 0                    |                      |                      |
| 2021-2022 | Firebirds de Flint      | LHO            | 66 | 50               | 47               | 97               | 65               | 19               | 9 | 15                   | 24                   | 18                   |                      |                      |
| 2022-2023 | Firebirds de Flint      | LHO            | 16 | 11               | 13               | 14               | 21               | -                | - | -                    | -                    | -                    |                      |                      |
| 2022-2023 | Petes de Peterborough   | LHO            | 40 | 18               | 25               | 43               | 48               | 23               | 8 | 17                   | 25                   | 18                   |                      |                      |
| 2023-2024 | Wolf Pack de Hartford   | LAH            | 67 | 21               | 28               | 49               | 65               | 10               | 1 | 4                    | 5                    | 6                    |                      |                      |
| 2023-2024 | Rangers de New York     | LNH            | 3  | 0                | 0                | 0                | 0                | -                | - | -                    | -                    | -                    |                      |                      |

### En équipe nationale
| Année | Équipe          | Compétition                          |   | PJ | B | A | Pts | Pun           |  | Résultat |
| 2019  | Canada noir U17 | Défi mondial des moins de 17 ans     | 5 | 3  | 3 | 6 | 2   | 8e place      |  |          |
| 2021  | Canada U18      | Championnat du monde moins de 18 ans | 7 | 3  | 3 | 6 | 6   | Médaille d'or |  |          |

## Transactions
- Le 6 avril 201, il est sélectionné par les Firebirds de Flint lors du repêchage de la LHO[7].

- Le 18 juin 2019, il signe un contrat avec les Firebirds, quittant les Flyers de Don Mills[8].

- Le 20 novembre 2020, il est prêté par les Firebirds au Hockey Club Olten[9].

- Le 12 août 2021, il signe son contrat d'entrée avec les Rangers de New York[10].

## Trophées et honneurs

### Trophées juniors
- 2017-2018
  - Champion de la GTHL moins de 15 ans avec les Flyers de Don Mills.
  - Champion de l'OHF Bantam AAA avec les Flyers de Don Mills.

- 2018-2019
  - Champion de la GTHL moins de 16 ans avec les Flyers de Don Mills.
  - Champion de la OHL Cup avec les Flyers de Don Mills.
  - Sélectionné dans l'équipe d'étoiles de la OHL Cup.
  - Médaillé d'argent lors des Jeux du Canada avec l'équipe Ontario.
  - Champion de la OGC-16 avec l'équipe bleue de la GTHL.
  - Remporte le classement par points de la OGC-16 (8).

- 2019-2020
  - Sélectionné dans l'équipe recrue des étoiles de la LHO.